# Damão e Diu
Damão e Diu foi um território da União da Índia, junto ao estado do Guzerate.
Durante 450 anos estes enclaves situados na costa do mar Arábico fizeram parte do Estado Português da Índia, juntamente com Goa, Dadrá e Nagar Aveli. Goa, Damão e Diu foram ocupados pela União Indiana em 19 de dezembro de 1961; contudo Portugal não reconheceu a ocupação até 1974. Goa, Damão e Diu tornaram-se um território da União até 1987, altura em que Goa se tornou um estado de direito próprio dentro da Índia, permanecendo Damão e Diu como território da União separado administrativamente. Em 2020 fundiu-se com os territórios de Dadrá e Nagar Aveli, formando o novo território da união de Dadrá e Nagar Aveli e Damão e Diu.
O guzerate era o idioma maioritário do território. Antes da fusão, o uso do português estava em declínio por não ser ensinado nas escolas, embora ainda estivesse sendo falado por 10% dos habitantes de Damão. Existiam contudo crioulos portugueses em Damão (conhecidos como língua da casa) e Diu (a língua dos velhos); porém, este último estava a extinguir-se rapidamente devido à pressão do guzerate.

## História

### Fusão
Em 26 de janeiro de 2020 Damão e Diu fundiu-se com o território da União de Dadrá e Nagar Aveli para formar a nova subdivisão Dadrá e Nagar Aveli e Damão e Diu.